# Люблинское воеводство (II Речь Посполитая)

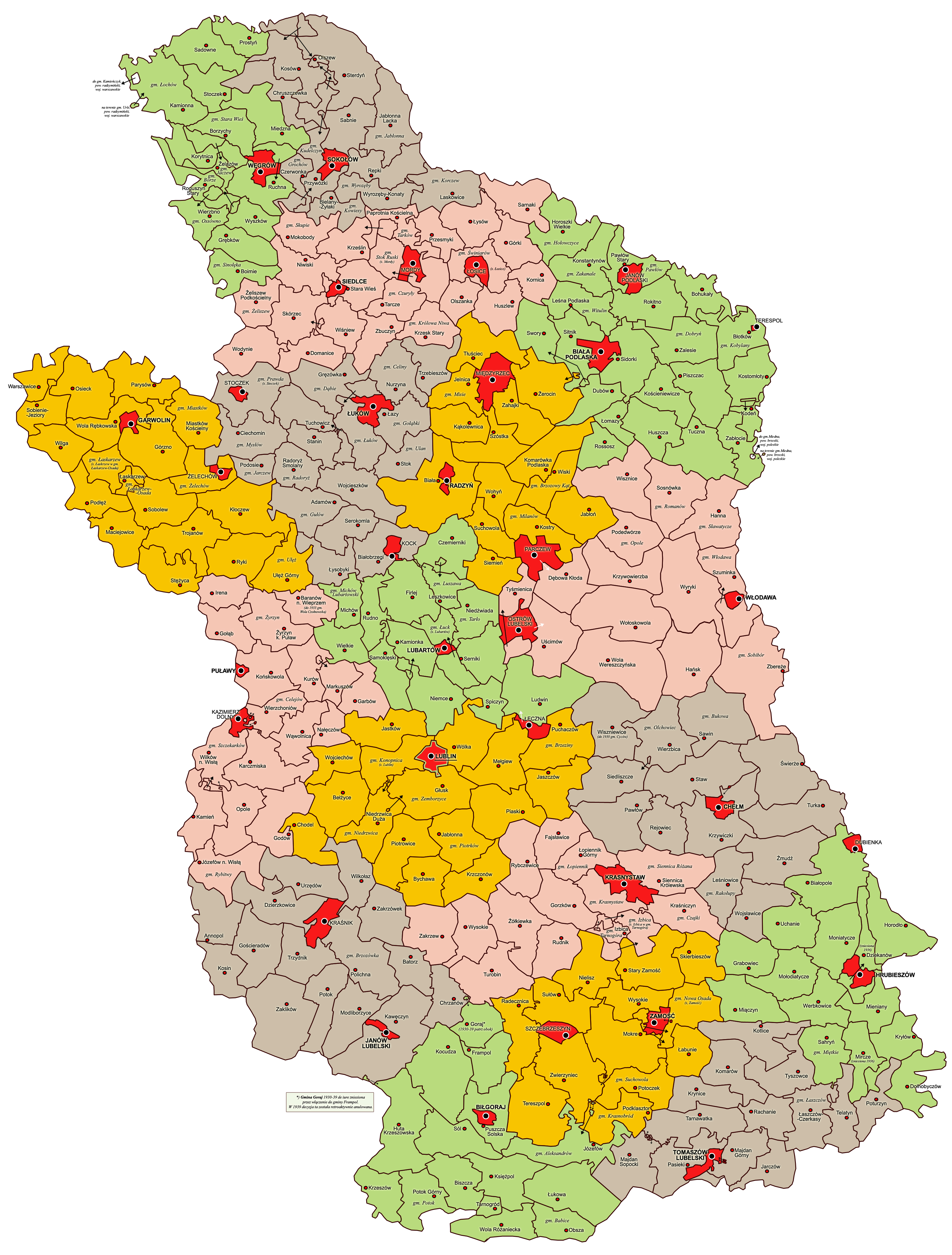
Административное деление Люблинского воеводства, 1933 г.

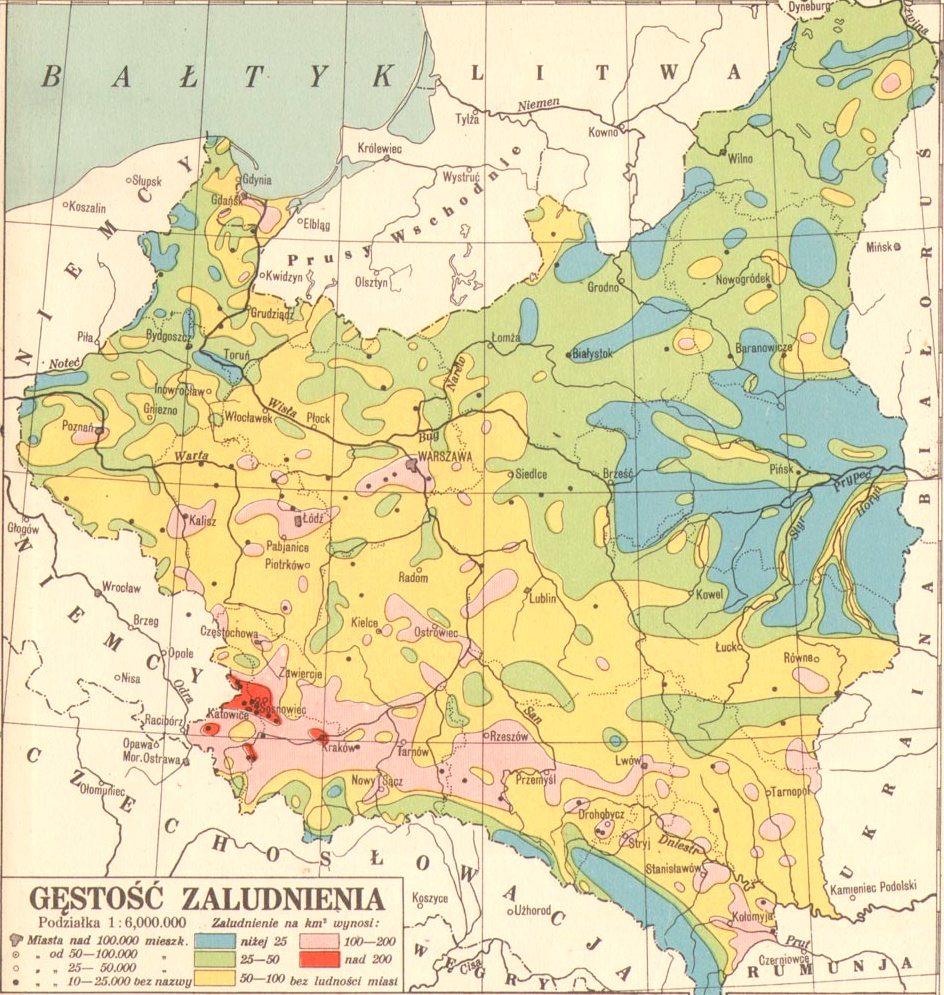
Польша, плотность населения, 1931 г.

Люблинское воеводство (пол. Województwo lubelskie) — воеводство Второй Польской Республики, существовавшее в 1919—1939 годах со столицей в Люблине.
Воеводство было образовано 14 августа 1919 года, имело центральное расположение и было единственным воеводством Второй Речи Посполитой, не граничившим с соседними странами. Воеводство охватывало примерно территорию современного Люблинского воеводства вместе с поветами Гарволин, Седльце, Соколув-Подляски и Венгрув (ныне в Мазовецком воеводстве), а также окрестности Кшешува и Закликува (ныне в Подкарпатском воеводстве); однако он не охватывал южный пояс Белжец-Лубича Королевска-Улхувек-Хлопятин, тогда принадлежавший Львовскому воеводству. Главными городами воеводства за пределами Люблина были Седльце, Хелм, Замосць, Бяла-Подляска, Мендзыжец-Подляски, Лукув и Хрубешув. В 1939 году в воеводстве было 15 земельных поветов и 1 городской повет.
После войны почти вся территория Люблинского воеводства осталась в границах Польши; только Пясечно и Павловице были включены в состав СССР в 1951 году.

## Административное деление
Площадь поветов по состоянию на 1939 год, в случае более раннего упразднения или изменения воеводской принадлежности повета за последний год его существования в пределах данного воеводства. Население по переписи 1931 года, для поветов, упраздненных или переданных до этой даты, данные переписи 1921 года.
| Повет                            | Площадь (км²) | Численность населения | Центр повета)     |
| -------------------------------- | ------------- | --------------------- | ----------------- |
| Бяльский повет                   | 2122          | 116 000               | Бяла-Подляска     |
| Билгорайский повет               | 1720          | 116 900               | Билгорай          |
| Хелмский повет                   | 1975          | 162 300               | Хелм              |
| Гарволинский повет (до 1939)     | 1974          | 159 900               | Гарволин          |
| Хрубешувский повет               | 1575          | 130 000               | Хрубешув          |
| Яновский повет                   | 1960          | 152 700               | Янув-Любельски    |
| Константиновский повет (до 1932) | 1272          | 58 460                | Янув-Подляски     |
| Красноставский повет             | 1521          | 134 200               | Красныстав        |
| Любартувский повет               | 1389          | 108 000               | Любартув          |
| Люблинский повет                 | 1889          | 163 500               | Люблин            |
| Люблин (1920-1922 и с 1928)      | 30            | 112 539               | Люблин            |
| Лукувский повет                  | 1762          | 129 100               | Лукув             |
| Пулавский повет                  | 1618          | 156 500               | Пулавы            |
| Радзыньский повет                | 1621          | 99 100                | Радзынь-Подляски  |
| Седлецкий повет                  | 1988          | 151 400               | Седльце           |
| Соколовский повет (до 1939)      | 1276          | 83 900                | Соколув-Подляски  |
| Томашувский повет                | 1397          | 121 100               | Томашув-Любельски |
| Венгрувский повет (до 1939)      | 1301          | 88 800                | Венгрув (9416)    |
| Влодавский повет                 | 2326          | 113 600               | Влодава           |
| Замойский повет                  | 1662          | 149 500               | Замосць           |

## Население
В 1921 году в губернии проживало 2 087 951 человек.
Распределение населения по национальностям:
- Поляки 1 782 221 (85,4 %)
- Евреи 227 902 (10,9 %)
- Украинцы 63 079 (3,0 %)
- Немцы 10 933 (0,52 %)

Распределение населения по религии:
- Католики 1 619 755 (77,6 %)
- Иудеи 287 639 (13,8 %)
- Православные 152 589 (7,3 %)
- Протестанты 17 065 (0,8 %)

## Люблинские воеводы Второй Речи Посполитой
- Станислав Москалевский (17 ноября 1919 г. — 25 октября 1926 г.)
- Антоний Ремишевский (3 ноября 1926 г. — 29 сентября 1930 г.)
- Болеслав Свидзинский (29 сентября 1930 г. — 30 января 1933 г.)
- Юзеф Рожнецкий (31 января 1933 г. — 8 сентября 1937 г.)
- Жорж Альбен де Трамекур (8 сентября 1937 г. — 17 сентября 1939 г.)

## Промышленность
Крупнейшим промышленным центром воеводства был город Люблин. Кроме того, в нем не было значительных промышленных центров. В середине 1930-х годов польское правительство начало масштабную программу общественных работ под названием Центральный индустриальный регион, которая оказала большое влияние на перенаселенные и бедные поветы. Он охватывал юго-западную часть воеводства с городом Красник. Плотность железных дорог составляла 4,0 км на 100 км2. (при общей протяженности железных дорог 1 236 км.).